# Дитиотреитол
Дитиотреитол (дитиотреит, ДТТ, англ. DTT) — низкомолекулярный восстанавливающий агент, известный также как реагент Клеланда. Тиоловый аналог треитола. Название молекулы происходит от четырехуглеродного сахара — треозы.

## Восстанавливающий агент
Дитиотреитол — очень сильный восстанавливающий агент, способный формировать шестичленное кольцо путём образования внутримолекулярной дисульфидной связи. При рН 7 имеет восстановительный потенциал −0,33 В. Восстановление дисульфидных связей осуществляется путём двух последовательных тиол-дисульфидных обменов (см. ниже). Интермедиат нестабилен, так как вторая тиоловая группа имеет склонность к закрытию кольца и образованию окисленного ДТТ, при этом образуются две восстановленные дисульфидные связи. ДТТ проявляет восстанавливающую активность только при рН около 7, так как только отрицательно заряженный тиолят может образовывать активный -S-, в то время как протонированная тиоловая форма -SH неактивна. Константа кислотности тиоловой группы лежит между значениями рН от 9,2 до 10,1.

## Применение
Дитиотреитол используют для «снятия защиты» с тиолированной ДНК. Концевой атом тиолированной ДНК в растворе имеет склонность к формированию димеров, особенно в присутствии кислорода. Димеризация значительно снижает эффективность последующих реакций соединения, например в случае иммобилизации ДНК на золоте в биосенсорах. Обычно ДТТ смешивают с раствором ДНК и дают время для реагирования, затем удаляют ДТТ фильтрацией или хроматографией. Удаление ДТТ называют обессаливанием.
Дитиотреитол в биохимии часто используют для восстановления дисульфидных связей в молекулах белков, и особенно внутримолекулярных и межмолекулярных связей между остатками цистеина. Однако, ДТТ не может восстанавливать дисульфидные связи, находящиеся глубоко в структуре белка (не находящиеся в контакте с растворителем), поэтому часто восстановление S-S связей производят в денатурирующих условиях (например, при нагревании, либо в присутствии сильного денатурирующего агента 6 M гуанидин гидрохлорида, 8 M мочевины, или 1 % додецилсульфата натрия). И, соответственно, присутствие дисульфидных связей на поверхности белка может быть исследовано их восстановлением в присутствии ДТТ.
ДТТ применяют также как окислитель. Преимуществом ДТТ является то, что он не образует смешанных дисульфидных связей, чем отличается от глутатиона. В очень редких случаях ДТТ может образовывать аддукты, например, два атома серы могут образовать дисульфидные связи с другими атомами серы; в подобных случаях ДТТ не может циклизоваться.

## Свойства
ДТТ легко окисляется кислородом воздуха и поэтому является относительно нестабильным химическим соединением. Так как протонированные атомы серы имеют меньшую нуклеофильность, ДТТ является более слабым восстановителем при кислых pH.